# لبيس أريناس
لبيس أريناس (بالإسبانية: Libis Arenas) (12 مايو 1987 كولومبيا كولومبيا - ) هو لاعب كرة قدم كولومبي يلعب كحارس مرمى.

## روابط خارجية
- لبيس أريناس على موقع الاتحاد الدولي (مؤرشف)  (الإنجليزية)
- لبيس أريناس على موقع قاعدة بيانات كرة القدم.إي يو (الإنجليزية)
- لبيس أريناس على موقع Soccerway.com (الإنجليزية)